# Gustave Dussart
Pour les articles homonymes, voir Dussart.
Gustave Louis Dussart, né à Lille le 26 septembre 1875 et mort à Amiens le 19 février 1952, est un sculpteur et statuaire français.

## Biographie
Élève de Jean-Léon Gérôme, Gustave Dussart expose au Salon des artistes français à partir de 1899 et y obtient une mention honorable en 1909. Il prend part aussi au Salon de Paris, de Lyon et de Lille.
Ses œuvres les plus connues sont les deux groupes qui figurent sur la façade principale du Musée océanographique de Monaco, Le Secours et Le Progrès venant au secours de l'Humanité, inaugurés le 25 février 1903,,. Parmi ses œuvres notables figure également le Buste du colonel William Frederick Cody dit Buffalo Bill, réalisé en 1897 et actuellement conservé au musée du Nouveau Monde de La Rochelle.